# ヒデオマン
ヒデオマン（1979年5月30日 - ）は、沖縄県石垣市（石垣島）在住のYouTuber、実業家。本名呉島英男。沖縄県石垣市出身。血液型はO型。

## 人物
- YouTuberとして活動している傍ら、不動産業、物品賃貸業、不動産賃貸業を行う実業家でもある[2]。
- 石垣島のドン・キホーテでは、ヒデオマンのTシャツ等のグッズが販売されている。[要出典]
- YouTubeは企画・撮影・編集を全て一人で行い動画を投稿している。[要出典]
- 普段は石垣港離島ターミナルのオフィスで旅行代理店の営業をしている。[要出典][3]

### 野球
- 子供の頃から野球が好きで[要出典]、野球に関連するYouTubeの投稿が多い。
- 石垣島の少年野球チームに1万円を寄付する等の慈善活動を行っている[1]。

### 交遊
- 小浜島で民宿を営む元DA PUMPの宮良忍と自身のチャンネルや各種メディアで共演している[要出典][4][5]。

## 出演

### 映画
- てぃだ ～いつか太陽の下を歩きたい～（2022年）[6]

### ネット配信番組
- コロッケの旅うた♪～石垣島編～（2020年12月13日配信）[7][8]

### ラジオ
- Echoes of Ishigaki（2023年10月5日 - 、ミュージックバード）[9]